# Arthur Lundberg
Arthur Leonard Lundberg, född 21 maj 1898 i Söderköping, död 11 juli 1970 i Norrköping, var en svensk väg- och vattenbyggnadsingenjör.
Lundberg, som var grosshandlaren Alaric Lundberg och Anna Lundberg, avlade studentexamen i Norrköping 1917 och utexaminerades från Kungliga Tekniska högskolan 1923. Han var tillförordnad stadsingenjör i Alingsås stad 1924–1925, stadsingenjör i Arboga stad 1926–1939 och därefter byggnadschef i Karlskoga stad 1939–1963. Han var ledamot av styrelsen för Karlskoga varmbadhus (Strandbadet).